# Léon Pissot
Léon Pissot, né le 31 mai 1846 à Saumur (Maine-et-Loire) et mort le 30 novembre 1906 à La Chapelle-sur-Erdre (Loire-Atlantique), est un médecin, archéologue, écrivain et historien français.

## Biographie
Léon Hippolyte Pissot est le fils de René Eugène Pissot et Virginie Trudeau. Il épouse Marie Caroline Trudeau, le 2 mai 1871 à Brézé.
Il commence ses études en sa ville natale, puis les poursuit à l'école de médecine d'Angers. Appelé sous les drapeaux comme médecin-major de 2e classe, il fait la guerre de 1870 avec l'armée de la Loire, dans le 29e régiment de mobiles, à partir de la 3e section qui est formée à Cholet. Il y partage le sort des jeunes gens de Cholet jusqu'à la fin des hostilités, notamment lors de la bataille de Cercottes où le bataillon est sérieusement éprouvé. La guerre finie, il revient à Angers pour valider son diplôme de docteur en médecine. 
D'abord installé provisoirement à Brézé, il s'y marie. À Saumur, en 1872, naît et y meurt une première fille. Dix-huit mois après être libéré des obligations militaires, il remplace le Dr Maudet à Cholet où il élit domicile. Y naissent quatre autres enfants entre 1873 et 1882.
Médecin-adjoint de l'hôtel-Dieu de Cholet en 1872 puis titulaire en 1882, il y fait toute sa carrière jusqu'en 1902.
Fondateur de la Société des sciences, lettres et arts de Cholet (SLA) en 1880,, il en est président jusqu'à sa mort.
Élu maire de Cholet fin 1894, il démissionne dix-huit mois plus tard.
En 1895, il crée le premier musée de Cholet, inauguré boulevard Gustave Richard, le 8 août 1897.
Il se retire en 1902 à la Chapelle-sur-Erdre, où est présente une partie de sa famille. Il y meurt le 30 novembre 1906 d'une grippe dont il avait déjà contracté le germe à la première épidémie de 1891. Il est inhumé à Saumur.

## Publications
De nombreux articles de lui sont parus dans des bulletins de la bulletin des sciences, lettres et beaux-arts ; on peut citer :
- Fouilles et recherches (1881-1882, pages 17 à 24) ;
- Opérations de la Société en 1883... De quelques droits seigneuriaux dans le pays choletais (1883, pages 49 à 75) ;
- Note sur une poterie allégorique de la fin du 16è siècle... Recherches étymologiques et historiques de la ville de Cholet - rues et places et quartiers (1884-p.105-133 ; 1885-p.169-210) ; 1886-p.247-167) ;
- Intoxication par la solanine de l'Hôtel-dieu de Cholet (1887, page 301) ;
- Étude sur les noms propres du Pays choletais (1883, pages 423 à 446) ;
- Chanson composée par les prisonniers de la Vendée... (1890, pages 494 à 496) ;
- Inscription commémorative... en l'église Saint-Séverin de Paris... (1890, pages 514 à 515) ;
- Une statue de la Vierge du treizième siècle (1895, pages 533 à 536) ;
- Nouveaux détails biographiques sur le peintre Trémolières (1892, pages 1 à 20) ;
- Deux fragments de bois sculptés de l'époque gothique (1893, pages 65 à 70) ;
- Recherches historiques : aperçu nouveau sur l'origine et le développement de la ville de Cholet (1899, pages 287 à 314).

« Écrivain distingué, au style facile et concis », le Dr Pissot a écrit quelque quatorze ouvrages, à noter particulièrement en 1873, l'historique du 29e régiment de mobiles et en 1881 Histoire de Cholet à partir de ses travaux d'archéologie :
- Histoire de Cholet, un petit coin de Maine et Loire avant et après les romains ou recherches sur l'origine de Cholet[6],[7] ;
- Topographie historique de la ville de Cholet, du Xe siècle à la Révolution avec l'histoire des guerres religieuses dans le pays, celle de l'industrie choletaise aux XVIIe et XVIIIe siècles[8] ;
- une notice sur les institutions ecclésiastiques, civiles et judiciaires de la seigneurie ;
- aperçu nouveau sur l'origine et le développement de la ville de Cholet ;
- autobiographie du représentant Michel-Louis Talot, né à Cholet le 22 août 1755 et mort à Cholet le 12 juin 1828 ;
- David d'Angers et le buste du général Travot ;
- étude sur les noms propres du pays choletais ;
- nouveaux détails biographiques sur le peintre Trémolières[9] ;
- quelques notes sur Savary et Talot à Cholet pendant les guerres de Vendée ;
- recherches étymologiques et historiques sur les rues, places et quartiers de la ville de Cholet ;
- recherches sur la culture de la vigne dans le pays choletais ;
- les sociétés de secours mutuel.

## Actions municipales
De toutes les sociétés qui font leur apparition à Cholet, à la fin du XIXe siècle, la société dite des sciences et beaux-arts est, sans doute, la plus emblématique. Créée à l'instigation du docteur Léon Pissot, notable libéral et déclarée à la préfecture le 24 novembre 1880 sous le nom de Société des sciences et beaux-arts de Cholet, elle se donne pour mission de développer le goût public pour la science et les arts et d’œuvrer pour la création d'un musée. De plus, elle favorisera le mouvement intellectuel par la publication de ses travaux et mémoires qui lui paraîtront dignes et par la réunion de tous les documents et objets relatifs à l'histoire de Cholet et de ses environs. Elle prend son nom définitif en 1973, avec la création de la Maison des sciences, dénomination peut-être plus connue du public, dont le siège a été au no 1 rue Maximilien Lamarque à Cholet puis rue du Maréchal Foch, dans l'ancien orphelinat  de l'hôpital (Asile Leboeuf).
En 1884, la municipalité commande au docteur Léon Pissot, fin lettré et érudit local, un mémoire à caractère historique devant servir de vivier pour les dénominations des voies nouvelles [...]. Le 21 avril 1895, le conseil municipal prend enfin la décision d'apposer des plaques des noms de rues et des numéros aux maisons.
En 1897, sous l'impulsion du docteur Léon Pissot, ancien maire de Cholet, une plaque commémorative est apposée dans la salle du conseil de l'hôtel de Ville (qui devient ensuite le Grand café place Travot). Les noms des soldats morts en faisant leur devoir pour la défense de la Patrie sont gravés dans le marbre, sans distinction de grade. Il s'agit pour la plupart de soldats du 29e régiment de mobiles de Maine-et-Loire, commandé par le comte de Maillé.

## Hommages
« Léon Pissot, ancien maire de Cholet, a eu l’idée de rassembler des objets d’arts, de sciences et d’histoire qui racontent le Choletais dès 1881. La création du musée commence ici ». Le musée choletais est depuis reconnu national grâce à ses labels Musée de France obtenu en 202, Tourisme et handicap en 2008 et qualité Tourisme en 2012.
Jules Charrier, écrit en 1907, page 29, dans la rubrique nécrologique du bulletin de la SLA : « Une noble et grande figure qui disparait ».
Sa stèle est installée dans l'entrée du nouveau musée d'art et d'histoire de Cholet en 1993 ; ce buste sculpté par le choletais François Biron est inauguré le 8 mai 1910.
Une rue de Cholet porte son nom.
La ville met en lumière les lieux de mémoire de la guerre de 1870.« À Cholet, des réservistes sont mobilisés lorsque la guerre éclate en juillet 1870. Ils sont envoyés dans le 3e bataillon du 29e régiment de mobiles du Maine-et-Loire qui a pour mission de défendre la zone de la Loire contre l’envahisseur prussien. De nombreux Choletais sont tués à la bataille de Monnaie le 18 décembre 1870, ils iront également se battre à Orléans et dans le Jura. Au total, 77 soldats choletais ont perdu la vie dans cette guerre qui s’achèvera en février 1871 par une déroute de la France ».